# Турелик Марія Олексіївна
Марі́я Олексі́ївна Турелик (1895, село Войнилів, тепер смт Калуського району Івано-Франківської області — ?) — українська радянська діячка, селянка-активістка, ланкова колгоспу села Войнилів Станіславської області. Депутат Верховної Ради УРСР 2-го скликання.

## Життєпис
Народилася у бідній селянській родині. Працювала у власному сільському господарстві.
З 1944 року — голова фінансової комісії при Войнилівській сільській раді; голова жіночої ради села Войнилів. Була народним засідателем Войнилівського районного та Станіславського обласного судів.
З 1948 року — ланкова колгоспу села Войнилів Войнилівського району Станіславської області. 